# Караяшник (Луганская область)
Караяшник (укр. Караяшник) — село, относится к Старобельскому району Луганской области Украины.
Население по переписи 2001 года составляло 283 человека. Почтовый индекс — 92730. Телефонный код — 6461. Занимает площадь 1,359 км². Код КОАТУУ — 4425181501.

## Местный совет
92731, Луганська обл., Старобільський р-н, с. Караяшник, вул. Леніна  (укр.)